# Bigger Than Us
«Bigger than Us» (з англ. Більше, ніж нас) ― пісня Майкла Райса, з якою він представляв Велику Британію на Пісенному конкурсі Євробачення 2019. Пісня також була використана як тематична музика для нагороди Pride of Britain Awards у 2019 та 2020 роках.

## Євробачення
8 лютого 2019 року «Bigger than Us» перемогла на національному відборі Великої Британії шоу BBC «Eurovision: You Decide 2019», що надало Майклу Райсу право представляти свою країну на Євробаченні 2019 року, що пройшло у Тель-Авіві, Ізраїль. Шарлотт Рунсі із Дейлі телеграф затвердила вибір пісні для виступу на Євробаченні 2019 за Велику Британію, похваливши вокал Майкла Райса.
Велика Британія є однією з країн Великої п’ятірки, що автоматично кваліфікіються до фіналу конкурсу. Відповідно до жеребкування Майкл Райс виконав свою пісню «Bigger than Us» під 16-м номером у фіналі конкурсу Євробачення 2019. За результатами голосування Велика Британія отримала 8 балів від журі та 3 бали від телеглядачів. Загальні 11 балів принесли країні 26-е (останнє) місце.